# ألفية

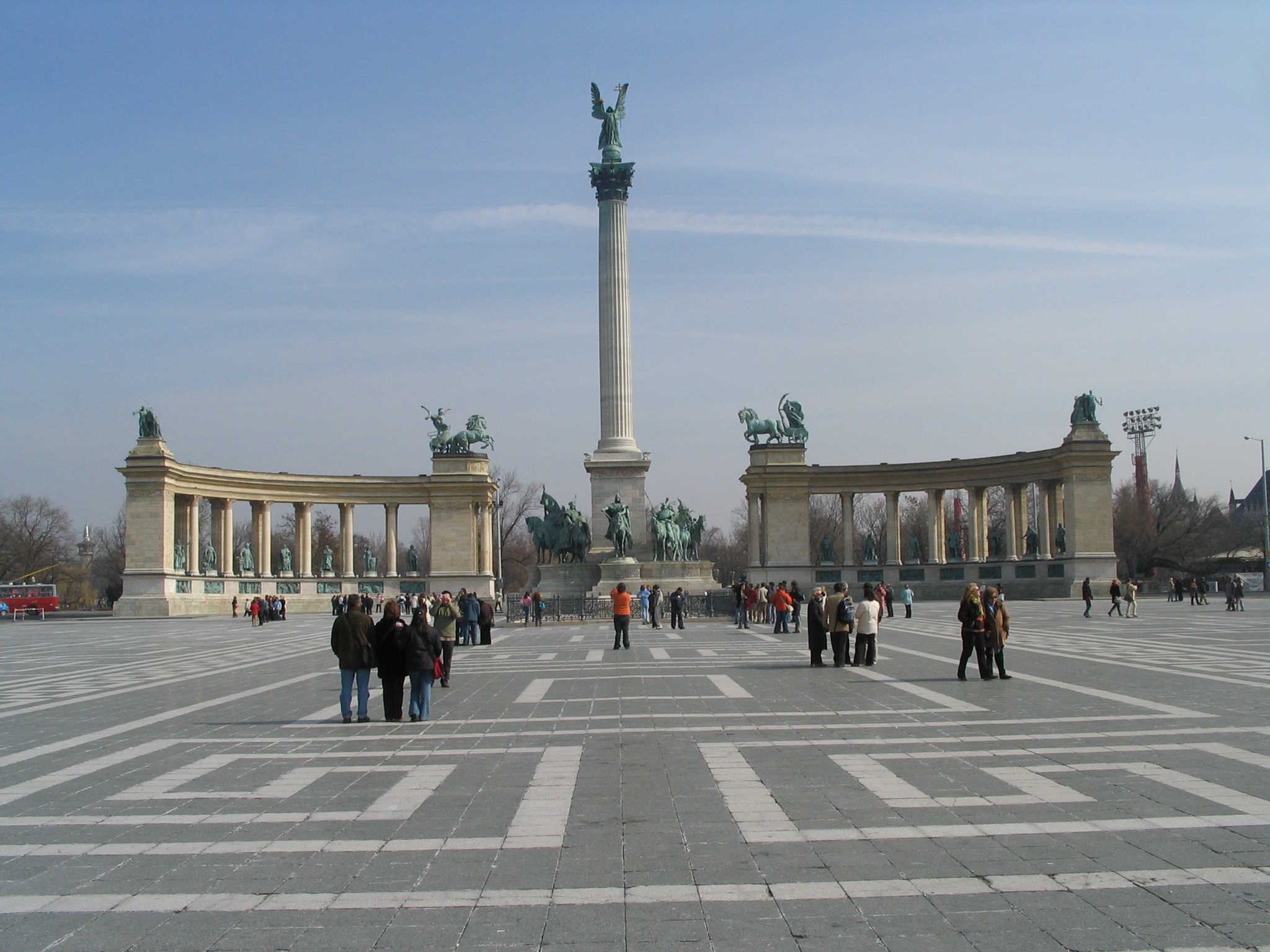

الألفية هي فترة من الزمن مقدارها ألف عام.